# Metophthalmus cuba
Metophthalmus cuba es una especie de coleóptero de la familia Latridiidae.

## Distribución geográfica
Habita en Cuba.